# Lucrezia Borgia
 Ovo je glavno značenje pojma Lucrezia Borgia. Za druga značenja pogledajte Lucrezia Borgia (razdvojba).
Lucrezia Borgia (Subiaco, 18. travnja 1480. – Ferrara, 24. lipnja 1519.) bila je talijanska plemkinja, vojvodkinja od Ferrare od 1505. do 1519. kao supruga vojvode Alfonsa I od Este.

## Životopis
Rođena je u Subiacu nedaleko od Rima, kao izvanbračno dijete kardinala Rodriga Borgije, koji će kasnije postati papa Aleksandar VI i talijanske pripadnice nižeg plemstva Vannozze Cattanei iz obitelji de Candia. Već od svoje jedanaeste godine Lukrezia je bila predmet politike ugovorenog braka radi stjecanja političke prednosti koju je vodio njezin otac, a kasnije i njezin stariji brat Cesare Borgia. Nedugo nakon što je proglašen papom, otac Aleksandar VI 1493. godine, dogovara brak Lucrezije s Giovannijem Sforzom, vojvodom od Pesara, s kojim je u braku četiri godine.
Njihov je brak poništen 1497. zbog njegove navodne impotencije, a Lucrezia se godinu dana kasnije udala za Alfonsa Aragonskog, izvanbračnog sina Alfonsa II, napuljskog kralja. Njihov je brak trajao dvije godine i 1. studenog 1499. Lucrezia je rodila prvo dijete Rodriga Aragonskog. Brakom Lucrezijnog brata Cesarea Borgije s Charlottom od Albreta obitelj Borgia se politički približila francuskoj kraljevskoj kući, zakletom neprijatelju Napuljske kraljevine. Cesare Borgia tada organizira atentat na Lucrezijnog muža koji je ubijen u vlastitoj kući 1500. godine.
Nakon kraćeg perioda žalosti za pokojnim mužem, Lecrezia je aktivno sudjelovala u pregovorima za svoj treći brak s Alfonsom I od Este, prvorođenim sinom vojvode od Ferrare i iskusnim vojskovođom stručnjakom za fortifikacije. Alfonso i Lucrezia su se vjenčali 1502. godine. Nakon početne nepovjerljivosti vezane za glasine o navodnoj razvratnosti, Lucrezia je stekla naklonost muževe obitelji i postala voljena i među pučanstvom Ferrare. Lucrezia je postala politički i diplomatski aktivna i muž joj je postupno prepustio administrativno vođenje vojvodstva Ferrare za vrijeme njegovog odsustva prilikom vojnih kampanja. Postala je također i veliki mecena, dajući gostoprimstvo i aktivno pomažući pjesnike, među kojima su bili Ludovica Ariosta, Pietra Bemba, Gian Giorgia Trissina i Ercolea Strozzija. 
S Alfonsom od Este Lucrezia imala je šestero djece: Alessandra od Este (1505.); Ercolea II od Este (1508. – 1559.), vojvodu od Ferrare; Ippolita II od Este (1509. – 1572.), kardinala; Eleonoru od Este (1515. – 1575.); Francesca od Este (1516. – 1578.); Isabellu Mariju od Este (1519. – 1521.).
Nakon smrti Rodriga Aragonskog 1512. godine, jedinog sina iz prethodnog braka, Lucrezia se okrenula religiji. Počela je živjeti skromnim životom i prakticirati pokoru nanosivši sebi fizičku bol. Upisala se u "Treći red Sv. Franje" poznat danas kao Franjevački svjetovni red koji okuplja laike koji žive po uzoru sv. Franje i veže se za sljedbenike Svetog Bernardina Sijenskog. U to vrijeme osnovala je financijsku instituciju Monte di Pietà di Ferrara, koja je imala ulogu posuđivanja manjih svota novca (mikrokreditiranja) siromašnim građanima koji bi namjeravali započeti gospodarsku aktivnost.
Lucrezia Borgia je umrla 24. lipnja 1519. u 39. godini života od puerperalne sepse, nedugo nakon što je rodila šesto dijete kojeg je imala s Alfonsom od Este, kćerku Isabellu Mariju od Este. Sahranjena je u samostanu Corpus Domini u Ferrari zajedno sa svojim trećim mužem.
Obitelj Borgia bila je oličenje beskrupoloznih političkih makinacija renesansnog doba i seksualne degeneracije ondašnjih papa. Ista se reputacija seksualne razvratnosti reflektirala na lik Lucrezije nakon što je optužena za incest s ocem papom Aleksandrom VI i bratom Cesareom. Ove su optužbe izrečene od strane njenog bivšeg prvog muža kao osveta za to što je Lukrezia navela muževu impotenciju kao razlog prekida braka. Glasine o razvratnosti su se ubrzo proširile Italijom i nakon što je Lucrezia viđena na intimnim proslavama koje su često završavale orgijama. Najpoznatija epizoda masovnih orgija u kojima je navodno viđena Lucrezia Borgia, a zabilježena je od papinog voditelja ceremonija, bio je tzv. "Bal kestena" kojeg je organizirao Lucrezijin brat Cesare. Na tu je zatvorenu proslavu pozvano pedesetak prostitutki, a sudjelovali su pripadnici ondašnje rimske aristokracije, uz papu i neke pripadnike visokog klera. Za naglasiti je da se njeno ponašanje pokazalo primjerno i puno dostojanstva nakon braka s trećim mužem Alfonsom od Este i dolaska u Ferraru.
Druga česta optužba koja se imputira obitelji Borgia je praksa likvidacije političkih protivnika trovanjem. Slika trovačice se u kasnijim epohama vezala za ime Lucrezije u obliku legende, nakon što ju je Victor Hugo takvom prikazao u svojoj istoimenoj romantičnoj tragediji 1833. godine.